# Нятлонгаягун
Нятлонгаягун (устар. Нятлонга-Ягун) — река в России, протекает по территории Сургутского района Ханты-Мансийского автономного округа. Устье реки находится в 366 км по левому берегу Тромъёгана. Длина реки — 208 км, площадь водосборного бассейна — 2240 км²
Высота устья — 69,3 м над уровнем моря.

## Притоки
- 43 км: Нёромъягун
- 93 км: Оморъягун
- 97 км: река без названия
- 134 км: Соим
- 157 км: Ай-Нятлонгаягун
- 176 км: Онтынгъягун
- 176 км: Ийягун
- 181 км: Сингъягун

## Данные водного реестра
По данным государственного водного реестра России относится к Верхнеобскому бассейновому округу, водохозяйственный участок реки — Обь от впадения реки Вах до города Нефтеюганск, речной подбассейн реки — Обь ниже Ваха до впадения Иртыша. Речной бассейн реки — (Верхняя) Обь до впадения Иртыша.
Код объекта в государственном водном реестре — 13011100112115200042341.